# Bryometopidae
Famille
Les Bryometopidae sont une famille de Ciliés de la classe des Colpodea et de l’ordre des Bryometopida.

## Étymologie
Le nom de la famille vient du genre type Bryometopus, dérivé du grec βρυόεις / bryóeis, mousse, et -metopus, que Alphred Kahl, l'auteur de ce taxon, associe au genre Metopus (en) Claparède & Lachmann, 1858, autre cilié de la classe des Armophorea ou des Colpodea et de la famille des Metopidae, donnant littéralement la signification « Metope des mousses », en référence à l'affinité de ces protistes terrestres pour les mousses, ou les débris végétaux humides.

## Description
Le genre type Bryometopus a un corps ovoïde uniformément cilié, arrondi aux deux pôles et légèrement réniforme (en forme rein). Son péristome a un contour ovale, couché obliquement sur la face ventrale du corps. On note, près de la région buccale, un AZM et une membrane ondulée. Il n'existe qu'une seule vacuole contractile. Le macronoyau peut être ovale ou allongé avec plusieurs micronoyaux. Bryometopus peut être confondu avec deux genres de l'ordre des Heterotrichida :
- Balantidioides[3], qui n'a pas de membrane ondulée ;
- Condylostoma[4], lequel a un large péristome triangulaire et une membrane ondulée très visible[5].

## Habitat
Les membres de Bryometopus vivent dans les sols humides, au contact de végétaux vivants ou morts (mousses, débris de feuilles...).
Comme Jaroschia sumptuosa (famille des Jaroschiidae), Bryometopus triquetrus a été découvert au jardin botanique de la ville de Castelton, au nord de Kingston (Jamaïque), dans une boue de souches de bambou.

## Liste des genres
Selon GBIF (8 octobre 2022) :
- Bryometopus Kahl, 1932
- Thylakidium Schewiakoff, 1892

## Systématique
Le nom valide de ce taxon est Bryometopidae Jankowski, 1980.

## Publications originales
- (de) A. Kahl. 1931. Urtiere oder Protozoa I : Wimpertiere oder Ciliata [Primitifs ou Protozoaires I : Ciliés ou Ciliata] (Infusoria) 2. Holotricha außer den im 1. Teil behandelten Prostomata. Tierwelt Dtl.,2l, 181-398.
- (de) A. Kahl. 1932. Urtiere oder Protozoa I : Wimpertiere oder Ciliata (Infusoria) 3. Spirotricha. Tierwelt Dtl., 25, 399-650[9].